# Neostethus djajaorum
Neostethus djajaorum is een straalvinnige vissensoort uit de familie van dwergaarvissen (Phallostethidae). De wetenschappelijke naam van de soort is voor het eerst geldig gepubliceerd in 1998 door Parenti & Louie.